# Политическое насилие
Полити́ческое наси́лие — это насилие, применяемое государственными либо негосударственными акторами для достижения определенных политических целей. Это физическое принуждение, используемое как средство навязывания воли субъекта с целью овладения властью, прежде всего, государственной, ее использования, распределения, защиты.

## Сущность
Политическое насилие как феномен имеет широкое толкование в зависимости от его субъекта и объекта, а также контекста применения. В научном дискурсе не существует единого понимания сущности и общепринятого определения политического насилия. Согласно И. М. Липатову: «Политическое насилие есть идеологически обусловленная и материально обеспеченная деятельность классов, наций, социальных групп и реализующих их цели социальных институтов, направленная на применение средств принуждения, с целью завоевания, удержания, использования государственной власти, достижения политического господства на международной арене, управления социальными процессами в классовых интересах».
В энциклопедическом словаре «Политология» политическое насилие определяется как «государственное насилие и насилие в прямом смысле этого слова. Насилие в первом значении — государственная власть, опирающаяся на право и ограниченная правом. Второе толкование — модус действия, направленное на намеренное нанесение ущерба субъектам действия или вещам либо на уничтожение последних».
По мнению А. Ю. Пиджакова, «политическое насилие» как явление политического характера невозможно понять вне связи с таким ключевым явлением, как «власть». Поэтому сущность насилия следует анализировать с учетом его роли и места во властных отношениях. Так, М. Вебер употреблял термины «насилие» и «физическое насилие», когда рассматривал средства политической власти. Таким образом, под политическим насилием мы понимаем использование физического принуждения для осуществления властной воли или овладения властью.

## С точки зрения критической теории
Уэльская школа критической теории в определении политического насилия исходит из того, что государство не является конечным объектом политического насилия, особенно, когда речь идет о проявлении насилия в форме терроризма. В традиционном дискурсе вопросов безопасности государство всегда ставится как конечный объект (ultimate object) политического насилия и поэтому государство воспринимается как главный предмет защиты от насилия, что несправедливо. Уин Джонс (Wyn Jones) опровергает статус государства как главного объекта защиты и ставит вместо него человека. Таким образом, с точки зрения Уэльской школы любой акт насилия, направленный на достижение политических изменений, которое оказывает влияние на более широкую аудиторию, нежели на его непосредственную цель, должно считаться терроризмом вне зависимости от того, был ли он совершен отдельным индивидом, негосударственным актором, государством или межгосударственной организацией (НАТО, Африканский Союз, АСЕАН и т. п.)

## Типология
Существуют много авторов, которые предлагают свою типологию «политического насилия». Так, Ю. Гальтунг выделяет агрессивное и оборонительное, преднамеренное и непреднамеренное политическое насилие. Также, Ю. Гальтунг предлагает и другую типологию политического насилия, разделяя его на два больших типа: прямое и структурное. Прямое насилие имеет как точного адресата, так и ясно определяемый источник насилия. Структурное насилие, в свою очередь, встроено в социальную систему: «… Людей не просто убивают с помощью прямого насилия, но также их убивает социальный строй».
Т. Гарр выделяет политическое насилие государства, его агентов и насилие самих масс и классов. Насилие государства по Т. Гарру — это применение насилия в целях предотвращения отклоняющегося поведения граждан и поддержания внутреннего спокойствия. Насилие масс и классов, в свою очередь, включает в себя беспорядки; заговоры (организованое политическое насилие с ограниченным числом участников, которое включает покушения, терроризм, партизанские войны небольшого масштаба, мятежи, восстания, перевороты); внутренние войны (организованное политическое насилие с широким участием масс, с целью свержения режима или разрушения государства, которое сопровождается систематическим насилием — терроризм, партизанская война и революция).
Более систематичную типологию политического насилия приводит И. М. Липатов. Он разделяет насилие, исходя из различных оснований: по субъекту (государственное и оппозиционное), по объекту (внутригосударственное и межгосударственное), по средствам (вооруженное, правовое, экономическое, идеологическое и др.), по целям (революционное и реакционное), по результатам (конструктивное и деструктивное).